# 狼たちの午後
『狼たちの午後』（おおかみたちのごご、原題：Dog Day Afternoon）は、1975年製作のアメリカ映画。シドニー・ルメット監督による犯罪映画。映画中で実在の銀行強盗犯を演じたアル・パチーノの演技が高く評価されている。原題の「Dog Day」は日本語で「盛夏」を意味する英語の熟語であり、邦題の「狼」とは関連性が無い。「Dog Day」の語源となった「おおいぬ座」のシリウスは、中国語で天狼と呼ばれることから「狼」の字をそこから借用し、インパクトのある邦題が生まれたのだと思われる。

## 概要

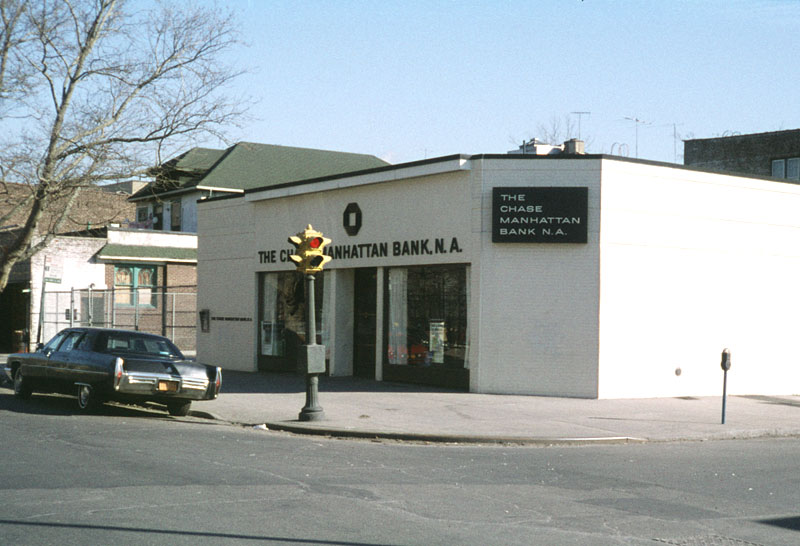
銀行強盗事件の舞台となったチェース・マンハッタン銀行（1975年撮影）

1972年8月22日にニューヨークのブルックリン区で発生した銀行強盗事件を題材にしている。事件を報道したライフ誌の記事を読んで感銘を受けたマーティン・ブレグマンが映画化を決意、フランク・ピアソンが脚本を執筆した。事件の犯人の容姿がアル・パチーノに似ていたため、パチーノが主演に選ばれたという。
監督には社会派ドラマの製作で名高いシドニー・ルメットが起用された。ルメットは通例役者に徹底したリハーサルを強いる監督であるが、本作品の殆どのシーンは役者たちのアドリブによって撮影されている。物語の設定では真夏だが、実際の映画撮影は秋頃に行われたのでスタッフは気候の問題に対処する必要に迫られた。役者たちは吐く息が白くならないように、口中に氷を含んで演技をした。
映画は1975年9月21日に公開され、全米で約5000万ドルの興行収入を挙げた。本作品は批評家たちからも概ね好意的な評価を得た。映画の出演俳優たち、特に主演のアル・パチーノの迫真の演技は広く賞賛された。同年度のアカデミー賞で作品賞を含む6部門にノミネートされ、そのうち脚本賞を受賞した。その他に英国アカデミー賞の主演男優賞などを受賞。
映画中で銀行強盗犯がアッティカ刑務所暴動に言及して、群衆の前で官憲の横暴を批判するシーンがある。その時の台詞「アッティカ! アッティカ!」（原文：Attica! Attica!）は2005年にアメリカン・フィルム・インスティチュートによって名台詞ベスト100中第86位に選出された。

## ストーリー
うだるような暑さが続くニューヨーク市のブルックリン区、小さな銀行に三人の男が押し入った。その目的は金庫の金を強奪することにあったが、彼らはけっして冷徹な手練れとは言い難く、出だしからトラブルにも見舞われ、その杜撰な計画は早々に暗礁に乗り上げてしまう。まず仲間の一人が怖気づいて逃げ出し、残る二人でなんとか銀行の無血占拠には成功するものの、金庫を開くとあてにしていた大金は他に移された後で無く、しかも手間取っているうちに通報が行ったのか、あっという間に警官隊に現場を取り囲まれてしまった。そしてソニーとサルの2人は、人質を取って銀行に籠城するという最悪の選択肢を選ばざるを得なくなった。
ソニーは元銀行員で従業員の事情にも通じ、銃を手にしつつも手荒な手段を取ることを選ばない。もはや果たすべき目的も叶わず、唯一の望みは安全に脱出することしかない。しかし彼らは大量の警官隊に追い詰められ、集まったマスコミに問い詰められ、野次馬たちからは何故かヒーローのように祭り上げられていく。
真夏の猛暑の中、いつ終わるともない膠着状態のまま緊迫の時間は過ぎていく。はたして望まぬまま時の人となった二人の行く末は。そして事件はいかなる終息をみるのか･･･。

## 実際の事件
上述のとおりこの事件は1972年8月22日にブルックリンのチェース・マンハッタン銀行支店でおこった実際の事件を元にしており、犯人サルバトーレ・ナチュラーレとソニー・ウォルツィックは、銀行職員7人を14時間に渡って監禁した。ナチュラーレはFBIに射殺されたが、のちに映画の主人公になったウォルツィックは逃走後逮捕され20年の刑に処された。ウォルツイックは銀行のテラーとして働いた経験があり、犯行の動機はゲイである恋人の性別適合手術の費用を得るためのものであった。強盗計画は失敗したが、ウォルツイックは映画の収益の一部を供与され、その費用を恋人の手術費用としてプレゼントすることができた。性転換したその恋人は1987年にエイズで死亡、ウォルツィックは出所後、2006年に60歳で癌で亡くなった。

## キャスト
| 役名                             | 俳優                                 | 日本語吹替                                                                | 日本語吹替 |
| 役名                             | 俳優                                 | フジテレビ版                                                              |            |
| -------------------------------- | ------------------------------------ | ------------------------------------------------------------------------- | ---------- |
| ソニー・ウォルツィック           | アル・パチーノ                       | 野沢那智                                                                  |            |
| “サル”サルバトーレ・ナチュラーレ | ジョン・カザール                     | 岸田森                                                                    |            |
| レオン・シャーマー               | クリス・サランドン                   | 安原義人                                                                  |            |
| ユージーン・モレッティ巡査部長   | チャールズ・ダーニング               | 富田耕生                                                                  |            |
| シェルドン捜査官                 | ジェームズ・ブロデリック             | 中村正                                                                    |            |
| マーフィー捜査官                 | ランス・ヘンリクセン                 | 徳丸完                                                                    |            |
| マルヴァニー                     | サリー・ボイヤー                     | 福山象三                                                                  |            |
| シルビア                         | ペネロープ・アレン                   | 寺島信子                                                                  |            |
| アンジー                         | スーザン・ペレッツ                   | 森田育代                                                                  |            |
| ジェニー                         | キャロル・ケイン                     |                                                                           |            |
| マーガレット                     | ボーラ・ギャリック                   |                                                                           |            |
| デボラ                           | サンドラ・カザン                     |                                                                           |            |
| ソニーの母親                     | ジュディス・マリナ                   | 京田尚子                                                                  |            |
| ソニーの父親                     | ドミニク・キアネーゼ                 |                                                                           |            |
| 医者                             | フィリップ・チャールズ・マッケンジー | 石丸博也                                                                  |            |
| 不明 その他                      |                                      | 松金よね子 石丸博也 吉田理保子 芝田清子 加川三起 巴菁子 山田礼子 山田昌人 |            |
|                                  |                                      |                                                                           |            |
| 演出                             | 演出                                 | 小林守夫                                                                  |            |
| 翻訳                             | 翻訳                                 | 飯嶋永昭                                                                  |            |
| 効果                             | 効果                                 | 赤塚不二夫                                                                |            |
| 調整                             | 調整                                 | 遠矢征男                                                                  |            |
| 制作                             | 制作                                 | 東北新社                                                                  |            |
| 解説                             | 解説                                 | 高島忠夫                                                                  |            |
| 初回放送                         | 初回放送                             | 1979年10月19日 『ゴールデン洋画劇場』 21:00-23:24                         |            |

※日本語吹替はBD＆スペシャル・エディションDVDに収録（リピート放送時の音源。正味約100分）
2017年から配信されているNetflixのテレビドラマシリーズ『マインドハンター』の第1話での劇中において本作が上映されるシーンがあるが、日本語吹き替え版ではこのフジテレビ版の吹替音声が使用されている。

## 日本語字幕
高瀬鎮夫

## 音楽
- 挿入歌に、エルトン・ジョンの『過ぎし日のアモリーナ』、ユーライア・ヒープの『安息の日々』、フェイセズの『ステイ・ウィズ・ミー』の3曲が使用されている（ノンクレジット）

## 主な受賞
- 第48回アカデミー賞（1975年度）

脚本賞：フランク・ピアソン
- 英国アカデミー賞（1975年度）

主演男優賞：アル・パチーノ
編集賞：デデ・アレン
- ナショナル・ボード・オブ・レビュー賞（1975年度）

助演男優賞：チャールズ・ダーニング
- 第1回ロサンゼルス映画批評家協会賞（1975年度）

作品賞：『狼たちの午後』（『カッコーの巣の上で』と同時受賞）
監督賞：シドニー・ルメット
主演男優賞：アル・パチーノ
- アメリカ映画の名セリフベスト100（2005年）

第86位（ソニー・ウォルツィックの「Attica! Attica!」に対して）

## 参考
- Bouzereau, Laurent (2006). 'Dog Day Afternoon': The Story (DVD). Warner Bros. WB 1024。